# Naranga aenescens
Naranga aenescens är en fjärilsart som beskrevs av Moore 1881. Naranga aenescens ingår i släktet Naranga och familjen nattflyn. Inga underarter finns listade i Catalogue of Life.